# Limidae
Limida, Limoidea
Ordre
Super-famille
Famille
Synonymes
- Limatulidae Kasum-Zade, 2003[1]
- Radulidae H. Adams & A. Adams, 1858[1]

Les Limidae sont une famille de mollusques bivalves, la seule de la super-famille des Limoidea et de l'ordre des Limida.

## Liste des genres
Selon World Register of Marine Species (18 avril 2016) :
- genre Acesta H. Adams & A. Adams, 1858
- genre † Antiquilima Cox, 1943
- genre Ctenoides Mörch, 1853
- genre † Ctenostreon Eichwald, 1862
- genre † Dimorphoconcha Wasmer & Hautmann, 2012
- genre Divarilima Powell, 1958
- genre Escalima Iredale, 1929
- genre Lima Bruguière, 1797
- genre Limaria Link, 1807
- genre Limatula S. V. Wood, 1839
- genre Limea Bronn, 1831
- genre Mantellina Sacco, 1904
- genre † Plagiostoma G. B. Sowerby I, 1814
- genre † Pseudolimea Arkell, 1933

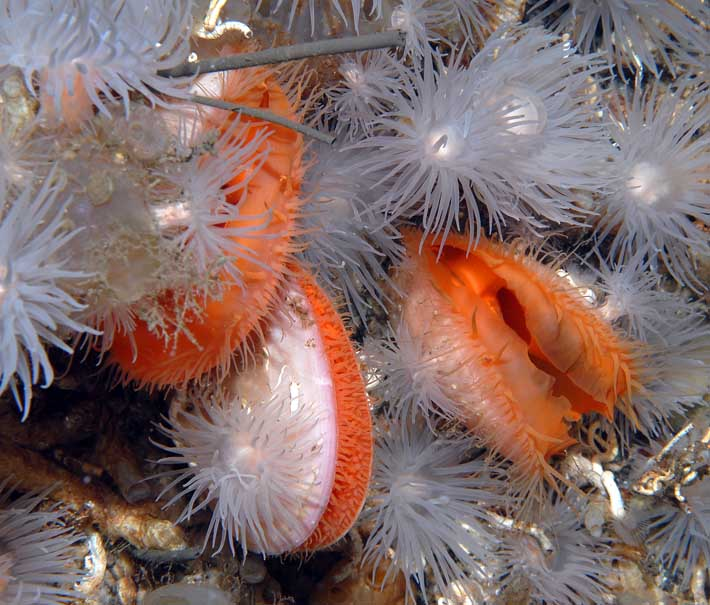
Acesta excavata.
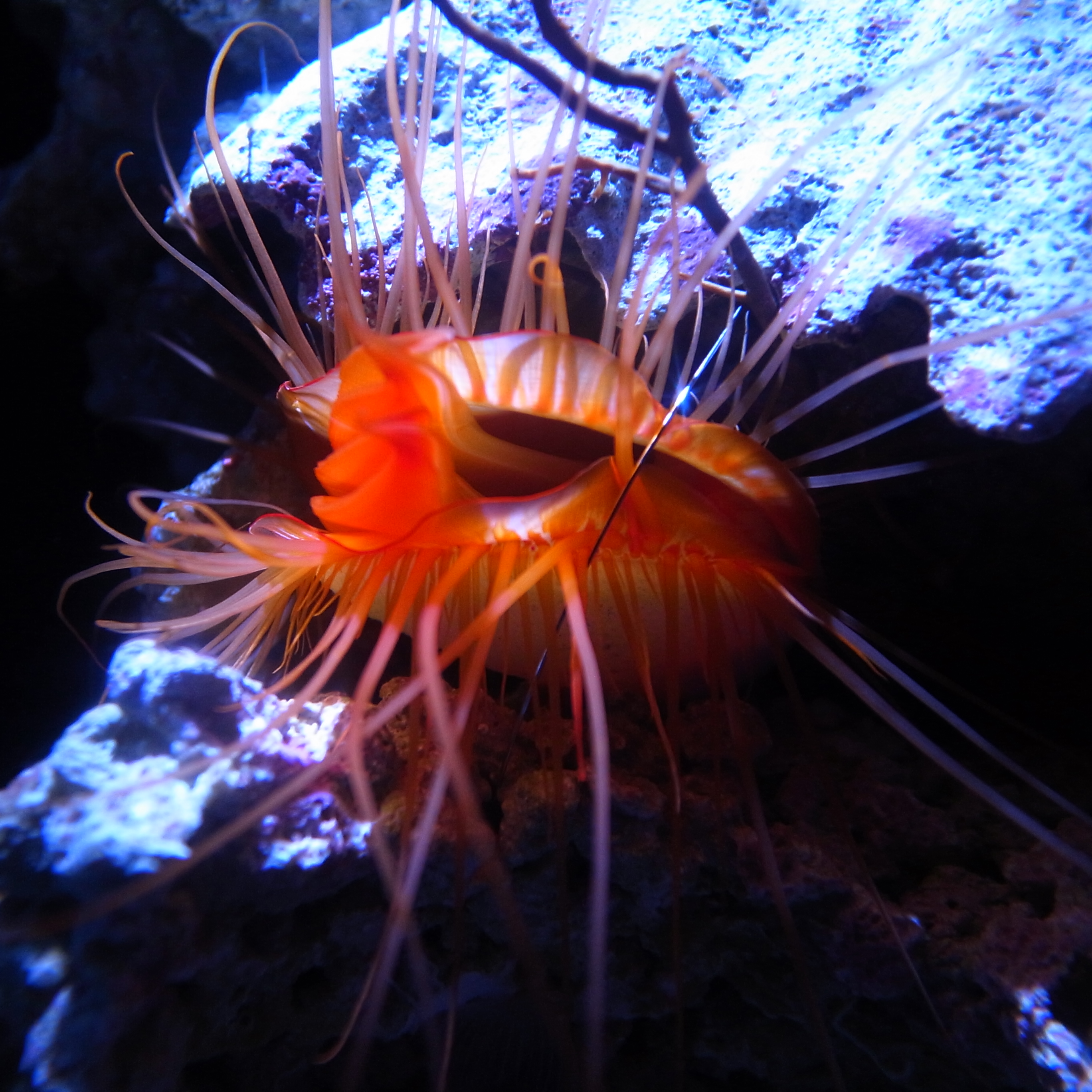
Ctenoides ales.
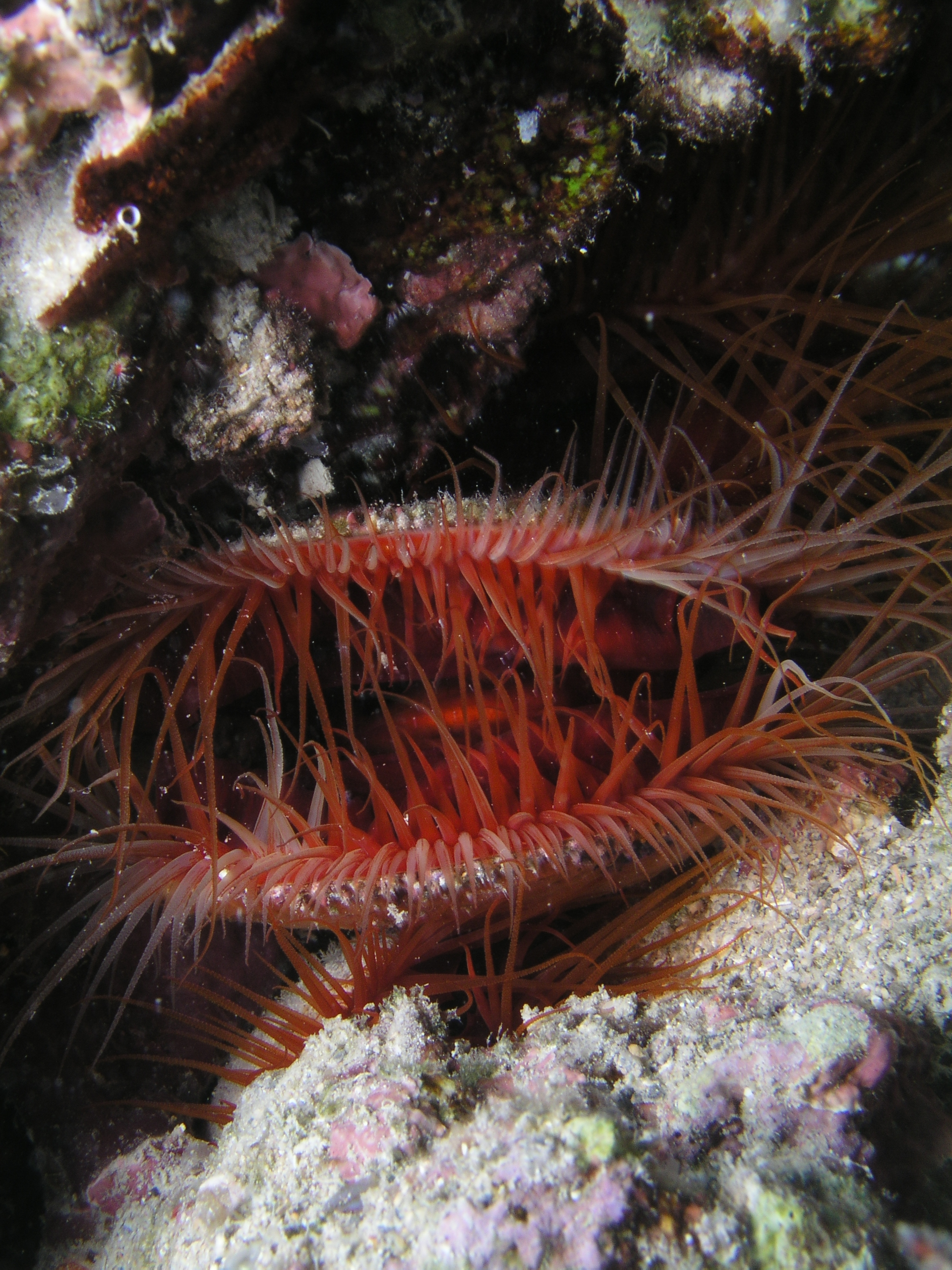
Lima scabra.
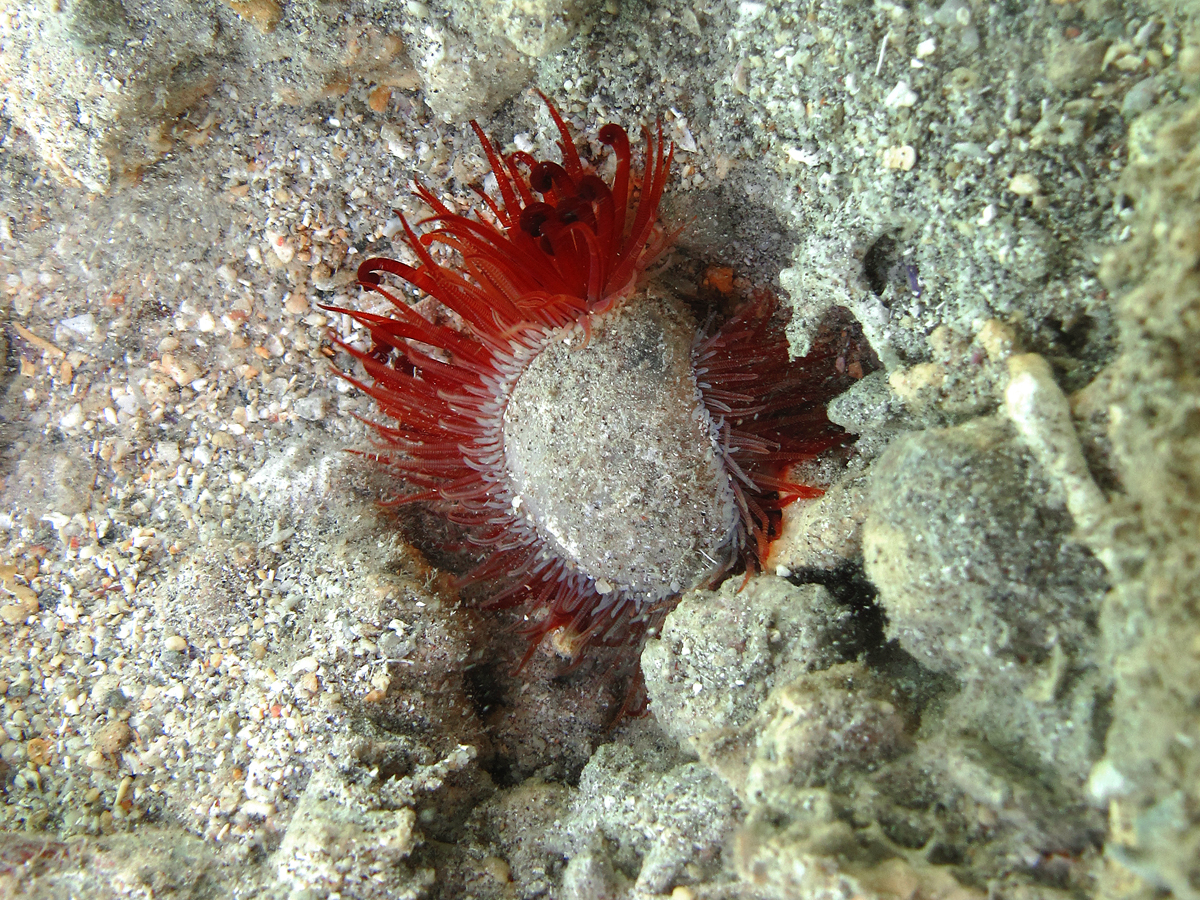
Limaria fragilis.
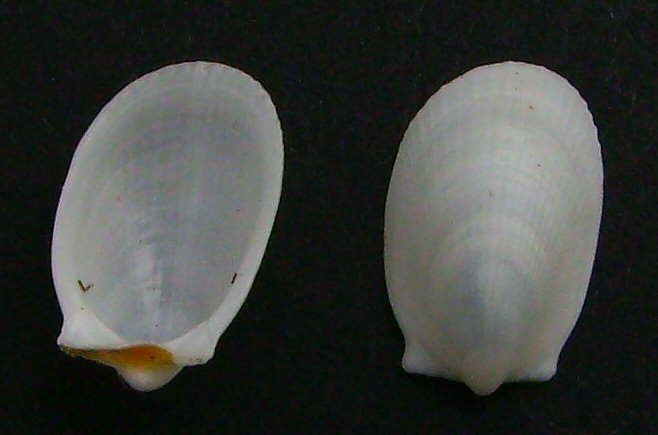
Limatula maoria.
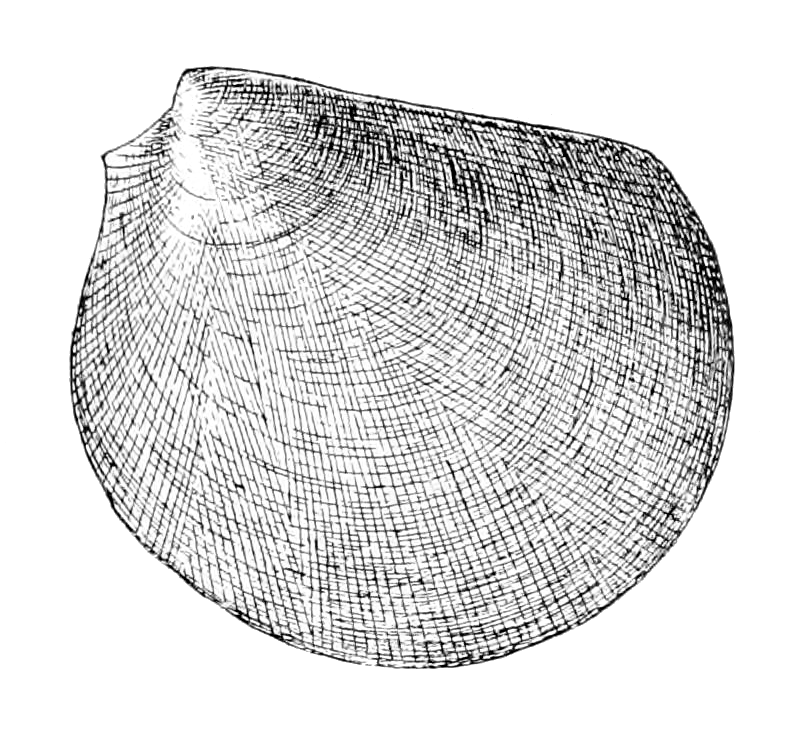
Divarilima albicoma.
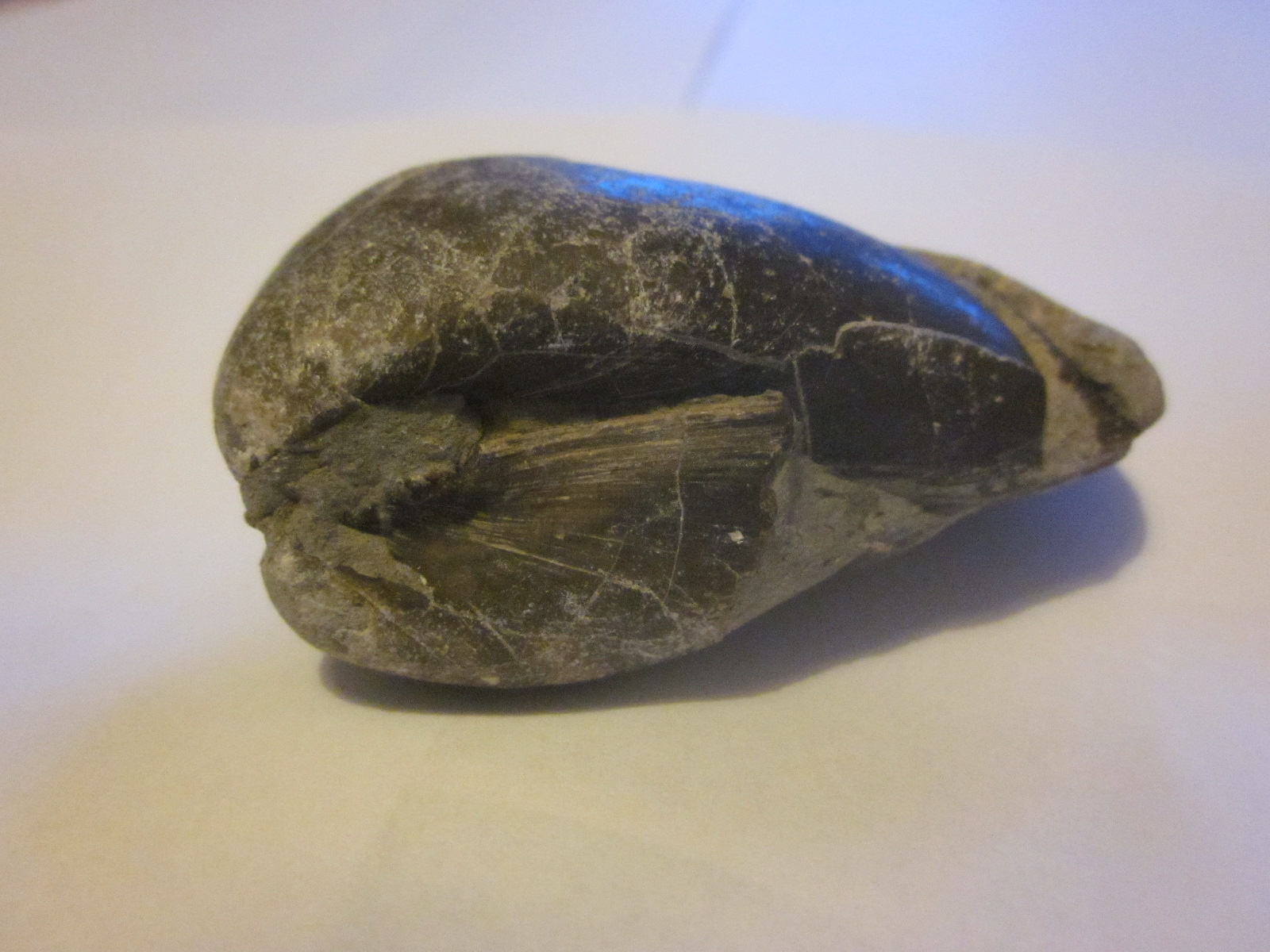
Fossile de Plagiostoma giganteum.